# Guiro

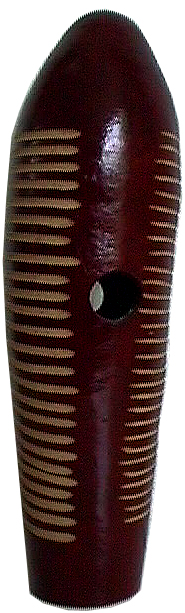
Guiro

Een guiro (Amerikaans-Spaans: güiro) is een slaginstrument met een raspend geluid. Het wordt veelal gemaakt uit een gedroogde uitgeholde kalebas waar over de lengte dwarsuithollingen gemaakt zijn. Met een stokje wordt hierover met verschillende snelheid heen en weer bewogen (geschraapt). Dit instrument is erg populair op Cuba en in andere Latijns-Amerikaanse landen en wordt gebruikt in bijvoorbeeld de salsa en son.
Soms wordt met guiro ook de metalen versie (de guira) bedoeld, maar dit is eigenlijk een ander instrument.